# Аугуста Раурика
Аугуста Раурика (Augusta Raurica; Colonia Augusta Rauricorum) е римски град на южния бряг на р. Рейн близо до Базел.
На неговото място днес се намират Аугст и Кайзераугст в Швейцария.
Основан е като колония на територията на келтското племе раурики за пръв път на 21 юни 44 пр.н.е. от Луций Мунаций Планк, генерал на Юлий Цезар.
Като истинска колония е основан през 15 пр.н.е. по времето на завладяването на Алпите от Август. Най-старото намерено доказателство е от 6 пр.н.е.
Градът се разкопава и възстановява и е архиологичен град-музей.